# Dragonfly (Strawbs)
Dragonfly is het officieel tweede muziekalbum van de Britse dan nog folkband Strawbs. Na het succes van het eerste titelloze album gaat Strawbs de studio weer in voor het tweede. Cousins heeft ruzie gehad met de producer van hun eerste album Gus Dudgeon en nu wordt dus Tony Visconti, die ook betrokken was bij het eerste album gevraagd de productie op zich te nemen.
De Strawbs staan er weer alleen voor en worden zodoende teruggeworpen in de tijd; geen spoortje symfonische rock te bekennen, zoals in de compositie The Battle van het vorig album. Als uitbreiding van de band komt Claire Deniz, een klassiek geschoolde celliste en die heeft waarschijnlijk onbedoeld een grote invloed op de muziek. Het is weliswaar folk, maar je zou ook kunnen zeggen dat het album bestaat uit muziek voor een strijkkwartet in vreemde samenstelling met zanger. De muziek is klassiek van opbouw.

## Musici
- Dave Cousins – zang, akoestische gitaar, piano, dulcimer, “Chinese piano”, percussie
- Tony Hooper – zang, akoestische en elektrische gitaar, tamboerijn, percussie
- Ron Chesterman – contrabas (die af en toe klinkt als een basgitaar)
- Claire Deniz – cello.

Op de sommige tracks aangevuld met:
- Tony Visconti – blokfluit (7)
- Bjarne Rostvold – slagwerk; Rick Wakeman – piano en Paul Brett – gitaar (8)
- Ivar Rosenberg – elektronische geluiden in (8); naamgever van de studio.

## Composities
1. The Weary Song (Cousins) (3:50)– over naar het front vertrekkende soldaten, die niet terugkomen;
2. Dragonfly (Cousins) (5:33)– Waterjuffer; over nadering van herfst;
3. I turned my face in the wind (Cousins)(2:38)
4. Josephine, for better or for worse (Cousins)(3:17) – een lied uit hun begintijd over ouderdom
5. Another day (Cousins) (3:03);
6. ”Til the sun comes shining through (Cousins)(3:21)
7. Young sagain (Hooper) (2:52)– liefdesliedje
8. The vision of the lady of the lake (Cousins)(10:46) – lang episch verhaal
9. Close your eyes (Hooper)(0:45) – slaapliedje en een van de kortste werkjes van Strawbs
10. We'll meet again sometime (Cousins) (3:13) - track verscheen ook op The Broken Hearted Bride [*]
11. Forever (Cousins / Hooper) (3:32) - single uit die tijd; [*]
12. Another Day (Cousins) (3:03) - B-kant van Forever [*]
13. We'll meet again sometime (Cousins) (3:09) [*]

Bij het album hoorde ook de single Forever (Cousins / Hooper) met B-kant Another Day, Forever / Another Day is niet op het originele album opgenomen. Het wordt wel als bonustrack [*] opgenomen op de geremasterde versie uit 2008. Andere bonustracks zijn een studio-opname van We'll meet again sometime, een Strawbs-evergreen, en tevens live-opnames voor de BBC's Top Gear van 7 september 1969.
In aanvulling op de rubriek Musici, speelt Rick Wakeman orgel op Forever. Rick Wakeman wordt hier voor het eerst in zijn carrière op een album genoemd; hij is echter nauwelijks tot niet te horen. Zijn pianospel zou op verzoek van Cousins naar de achtergrond gemixt zijn, maar vraag is of hij überhaupt meespeelt of dat het een inhaalslag is omdat hij bij het vorig album vergeten was bij de Credits.
Het album is opgenomen in Kopenhagen (zie All Our Own Work), Rosenberg Lydteknik en verder in de toen beroemde Morgan Studios in Londen.
Dragonfly is officieel alleen via elpee en dubbelelpee (samen met eerste album) uitgegeven. De cd versies van Si-Wan en Progressive Line zijn illegaal; ze bevatten b.v. foto’s van de band uit 1977, waarbij alleen Cousins nog over is. Die van Progressive Line ziet er echter uit als een legale release.